# Smilica
Smilica (lat. Koeleria), biljni rod iz porodice trava rasprostranjen po svim kontinentima osim Australije, gdje su neke vrste naknadno uvezene. Priznato je 54 vrsta, uglavnom trajnica, rjeđe jednogodišnjeg raslinja. U Hrvatskoj raste nekolik ovrsta, među kojima sjajna smilica (K. splendens), siva smilica (K. glauca), dugodlakava smilica (K. eriostachya), nježna smilica (K. macrantha), piramidalna smilica (K. pyramidata) i još neke (K. insubrica,  K. crassipes)

## Vrste
1. Koeleria altaica (Domin) Krylov
2. Koeleria antarctica (G.Forst.) Barberá, Quintanar, Soreng & P.M.Peterson
3. Koeleria arduana (Edgar & A.P.Druce) Barberá, Quintanar, Soreng & P.M.Peterson
4. Koeleria argentea Griseb.
5. Koeleria asiatica Domin
6. Koeleria askoldensis Roshev.
7. Koeleria barbinodis (Trin.) Barberá, Quintanar, Soreng & P.M.Peterson
8. Koeleria besseri Ujhelyi
9. Koeleria biebersteinii M.G.Kalen.
10. Koeleria boliviensis (Domin) A.M.Molina
11. Koeleria brevis Steven
12. Koeleria calderonii A.Molina
13. Koeleria capensis (Thunb.) Nees
14. Koeleria carolii Emb.
15. Koeleria caudata (Link) Steud.
16. Koeleria cenisia Reut. ex E.Rev.
17. Koeleria cheesemanii (Hack.) Petrie
18. Koeleria crassipes Lange
19. Koeleria delavignei Czern. ex Domin
20. Koeleria dersu Prob. & Prokop.
21. Koeleria drucei (Edgar) Barberá, Quintanar, Soreng & P.M.Peterson
22. Koeleria embergeri Quézel
23. Koeleria eriostachya Pancic
24. Koeleria fueguina Calderón ex Nicora
25. Koeleria glauca (Spreng.) DC.
26. Koeleria gubanovii Tzvelev
27. Koeleria hirsuta Gaudin
28. Koeleria × hungarica Domin
29. Koeleria inaequaliglumis A.Molina
30. Koeleria inaequalis (Whitney) Barberá, Quintanar, Soreng & P.M.Peterson
31. Koeleria insubrica Brullo, Giusso & Miniss.
32. Koeleria johnstonii (Louis-Marie) Barberá, Quintanar, Soreng & P.M.Peterson
33. Koeleria karavajevii Govor.
34. Koeleria kurtzii Hack.
35. Koeleria loweana Quintanar, Catalán & Castrov.
36. Koeleria lucana Brullo, Giusso & Miniss.
37. Koeleria luerssenii (Domin) Domin
38. Koeleria macrantha (Ledeb.) Schult.
39. Koeleria mendocinensis (Hauman) Calderón ex Nicora
40. Koeleria × mixta Domin
41. Koeleria nitidula Velen.
42. Koeleria novozelandica Domin
43. Koeleria permollis Steud.
44. Koeleria praeandina A.Molina
45. Koeleria pyramidata (Lam.) P.Beauv.
46. Koeleria rhodopea Ujhelyi
47. Koeleria riguorum Edgar & Gibb
48. Koeleria rodriguez-graciae Quintanar & Castrov.
49. Koeleria skrjabinii Karav. & Tzvelev
50. Koeleria splendens C.Presl
51. Koeleria thonii Domin
52. Koeleria tristis Domin
53. Koeleria tzvelevii N.V.Vlassova
54. Koeleria vallesiana (Honck.) Gaudin
55. Koeleria ventanicola A.Molina
56. Koeleria vurilochensis Calderón ex Nicora